# 川津村 (香川県)
川津村（かわつむら）は、香川県綾歌郡にあった村。
村役場の敷地はその後、半分がJA香川県川津町支店農機センター、もう半分が国道438号の道路拡幅用地になっている。

## 歴史
- 1890年2月15日 - 町村制施行に伴い、鵜足郡川津村が発足。
- 1899年4月1日 - 鵜足郡が阿野郡と合併し、綾歌郡となる。
- 1955年1月1日 - 坂出市に編入合併し、一部が飯野村に編入合併。同日付で川津村が廃止。

## 村長
- 中西孫太郎